# Astrologia e alquimia

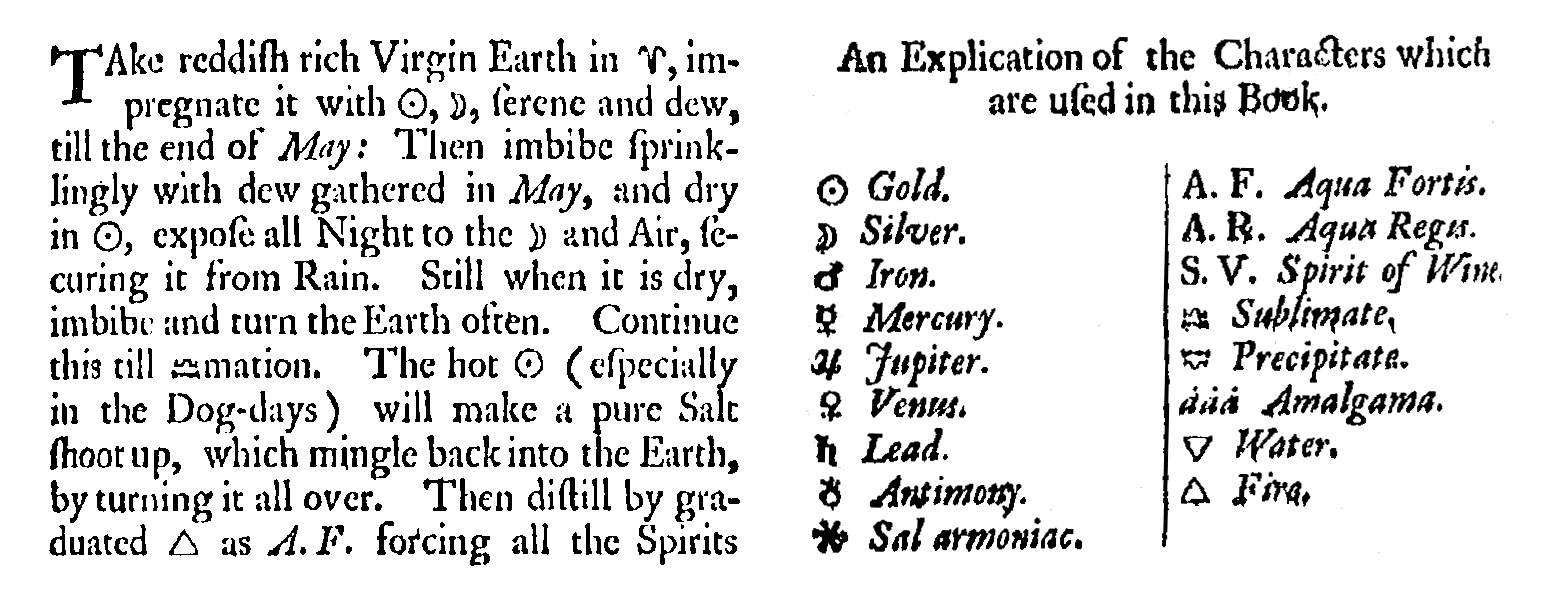
Um livro alquímico do século XVII, que associa símbolos com os astros.

A alquimia está intimamente ligada com a astrologia de tradição sumério-grega, ambas se complementam na busca pelo conhecimento do oculto. A alquimia chinesa por sua vez, está associada com a astrologia deste país. Tradicionalmente, cada um dos sete planetas do sistema solar rege certo signo e se associa com certo metal. 
Isaac Newton foi um notável alquimista e, a seu tempo, sabia-se que a alquimia era impossível sem o conhecimento profundo da astrologia. O extenso De Occulta Philosophia, de Agrippa, é baseado nesta profunda interligação, e na visão do mundo como um todo integrado, onde a alquimia é a transformação interior à luz da astrologia.

## Regências
- O Sol rege o ouro;
- A Lua rege a prata;
- Mercúrio, mercúrio;
- Vênus, o cobre;
- Terra, o antimônio
- Marte, o ferro;
- Júpiter, estanho;
- Saturno, chumbo.

Quanto aos planetas "modernos", as tentativas de associação são óbvias:
- Urano com urânio;
- Netuno com netúnio;
- Plutão com plutônio.

Não há uma base tradicional para estas últimas associações, já que a descoberta tanto dos planetas como dos elementos é recente.

## Os 12 Processos Alquímicos
Os 12 Processos Alquímicos são considerados como sendo bases nos Processos Químicos modernos. Cada um destes processos é "dominado" ou "regido" por um dos doze signos do Zodíaco Ocidental .
- Decomposição através da Calcinação (Áries (astrologia) )
- Decomposição através da Digestão (Leão (astrologia) )
- Decomposição através da Fermentação/Putrefacção (Capricórnio (astrologia) )
- Modificação através da Congelação/Coagulação (Touro (astrologia) )
- Modificação através da Fixação (Gêmeos (astrologia) )
- Modificação através da Ceratização(?) (Sagitário (astrologia) )
- Separação através da Destilação (Virgem (astrologia) )
- Separação através da Sublimação (Libra (astrologia) )
- Separação através da Filtração (Escorpião (astrologia) )
- União através da Solução (Câncer (astrologia) )
- União através da Multiplicação (Aquário (astrologia) )
- União através da Projeção (Peixes (astrologia) )